# Dow Jones-AIG Commodity Index
Il Dow Jones–AIG Commodity Index (DJ-AIGCI) è un indice sulle commodity composto dai contratti futures su 19 materie prime e studiato per fornire un benchmark diversificato sul mercato future delle commodity.
L'indice DJ-AIGCI è composto da materie prime quotate nelle borse USA ad eccezione di alluminio, nickel e zinco che sono invece quotati al London Metal Exchange (LME).